# Ordinatio imperii
La Ordinatio imperii u ordenanza del Imperio, era un texto capitular decretado en Aquisgrán, en julio de 817 por el emperador Luis el Piadoso, que regulaba la forma de sucesión durante la Dinastía carolingia y el Imperio carolingio e incluso con la Dinastía merovingia. Su contenido iba mucho más allá de la disposición jurídica de la indivisibilidad del Imperium romanum a partir del principio de primogenitura. También contiene en su interior interesantes muestras del pensamiento político carolingio.
Su texto nos ha llegado en un solo manuscrito, referencia ms. París lat. 2718 fol. 76r-77v, que es una copia inserta en un códice, el Parisiensis latinus 2718, procedente de la antigua iglesia colegial de San Martín de Tours, actualmente conservado en París, en la Biblioteca Nacional de Francia.

## Contenido de su regulación
Con la Ordinatio, el emperador proclamó la unidad del propio imperio y designó a su hijo mayor, Lotario, como único emperador y sucesor. A cada uno de sus hijos les confió un reino, Aquitania a Pipino, Baviera (Francia Oriental) a Luis el Germánico y Francia al propio Lotario. También entró en liza el hijo de su segundo matrimonio, Carlos el Calvo para el
que creó el reino de Alemania (Francia Occidental). Sin embargo, cambió esa decisión varias veces, provocando terribles luchas fratricidas. De hecho, entre 830 y 835 hubo varios cambios: primero, Luis el Piadoso fue obligado a abdicar por sus hijos. Luego recuperó el poder, quitó el puesto de futuro emperador a Lotario, quien luego sería atacado por los hermanos Luis y Pipino. Finalmente, en 835, Luis el Piadoso fue consagrado nuevamente como emperador.
Las sucesiones establecidas por la ordenanza se debían llevar a cabo mediante la partición de los reinos entre los hijos del rey fallecido. A la muerte de Ludovico Pío, se llegó, después de graves conflictos, al compromiso del Tratado de Verdún que fue un pacto firmado en agosto de 843 entre Lotario, Luis el Germánico y Carlos el Calvo, quedando repartido el territorio en:
- Francia Occidental. Sería recibida por Carlos el Calvo.
- Francia Oriental. Sería recibida por Luis el Germánico.
- Lotaringia. La parte central de Francia. Sería recibida por Lotario I, que además recibió el título de emperador.